# Ovule
Cet article concerne le gamète. Pour les autres significations, voir Ovule (homonymie).
 (septembre 2014).
Si vous disposez d'ouvrages ou d'articles de référence ou si vous connaissez des sites web de qualité traitant du thème abordé ici, merci de compléter l'article en donnant les références utiles à sa vérifiabilité et en les liant à la section « Notes et références ».

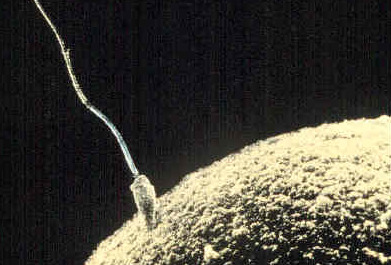
Spermatozoïde, à gauche avec un flagelle, dans sa phase d'entrée dans l'ovule. On note la grande différence de taille des deux gamètes.
Cliché pris au microscope électronique à balayage.

Un ovule est une cellule sexuelle (un gamète) produite par les femelles des animaux. Il semble probable que la reproduction sexuée soit apparue sous la forme d’une reproduction isogame (forme de fécondation impliquant des gamètes possédant la même morphologie). Aujourd’hui, l'isogamie est un phénomène rare, même chez les organismes unicellulaires. L'évolution vers l'anisogamie semble avoir été le fait d'une sélection disruptive (en), les mâles produisant beaucoup de spermatozoïdes et les femelles peu d'ovules.

## Description
Comme tous les gamètes, l'ovule est haploïde, il contient la moitié des chromosomes du futur embryon. Remarquons que, dans l'espèce humaine, ce n'est pas une véritable haploïdie car l'ovule n'a pas terminé sa méiose (il est bloqué en métaphase II), ainsi on parle plutôt d'ovocyte II, il contient donc 2C ADN et N chromosomes à deux chromatides.
Chez la femme, l'ovule n'est fécondable que durant vingt-quatre heures lors de sa descente dans la trompe après expulsion de l'ovaire, sous la forme d’ovocyte II. La fécondation, qui est l'action nécessaire à l'ovocyte II pour terminer sa méiose, a lieu dans le tiers externe de la trompe de Fallope.
Il existe plusieurs systèmes de détermination sexuelle ; chez de nombreuses espèces, comme les mammifères, la paire de chromosomes spécifique aux femelles étant la paire XX (double X), un ovule ne peut donc contenir que des chromosomes X. Par conséquent, c'est le spermatozoïde du mâle qui déterminera le sexe du zygote, la cellule résultant de la fécondation. Si c'est un chromosome Y qui est transmis, alors le résultat sera un mâle (XY). Si c'est le X qui est transmis, alors ce sera une femelle (XX). En revanche chez les oiseaux (et d'autres espèces) tous les spermatozoïdes portent le type de même chromosome sexuel (Z) et c'est l'ovule qui peut contenir les deux types de chromosomes (W ou bien Z).
Chez la plupart des poissons et des amphibiens, la fécondation se déroule de manière externe dans le milieu aquatique. Ce que pondent les femelles sont en fait des ovules susceptibles de rencontrer les spermatozoïdes contenus dans la « semence » que les individus mâles ont également relâché dans l'eau. Dans le langage courant, on parle cependant et improprement d' “œufs de poisson” alors qu'il s'agit encore d'ovules. Le caviar est ainsi formé d'ovules d'esturgeon.
Chez les végétaux, le gamète femelle porte le nom d'oosphère, le terme ovule étant réservé au macrosporange des Spermaphytes (voir ovule (botanique)).
L'ovule est 100 000 à 1 000 000 de fois plus grand que le spermatozoïde, en termes de volume. La taille d'un ovule humain varie entre 120 à 200 μm.